# Mazeirat
Mazeirat település Franciaországban, Creuse megyében. Lakosainak száma 123 fő (2022. január 1.). Mazeirat Ahun, Pionnat, La Saunière, Saint-Hilaire-la-Plaine, Saint-Laurent és Saint-Yrieix-les-Bois községekkel határos.

## Népesség
A település népességének változása:
| Lakosok száma | 164  | 162  | 142  | 138  | 139  | 139  | 130  | 126  | 125  | 123  |
|               | 1968 | 1982 | 1990 | 2006 | 2013 | 2015 | 2017 | 2019 | 2020 | 2022 |